# Manuel Espona
Manuel Espona   (Torelló, 1714 - monestir de Montserrat, 9 de gener de 1779) fou mestre de capella i compositor. Va ser escolà de Montserrat entre 1724 i el 1733. Va ser nomenat mestre de capella de Montserrat. Va compondre música vocal religiosa i sonates per a instruments de tecla.
Es conserven algunes de les seves obres a la Biblioteca de Catalunya, i algunes obres en llatí a l'arxiu de l'Abadia de Montserrat.